# Зебровий діамантник
Зебровий діамантник (Taeniopygia) — рід невеликих горобцеподібних птахів родини астрильдових (Estrildidae). Включає три види, поширені в Австралії.

## Види
| Вигляд | Українська назва          | Латинська назва        | Поширення                   |
| ------ | ------------------------- | ---------------------- | --------------------------- |
|        | діамантник білощокий      | Taeniopygia bichenovii | північна і східна Австралія |
|        | діамантник зебровий       | Taeniopygia guttata    | Малі Зондські острови       |
|        | діамантник австралійський | Taeniopygia castanotis | центральна Австралія        |

Види подані за Г. В. Фесенком.

## Галерея

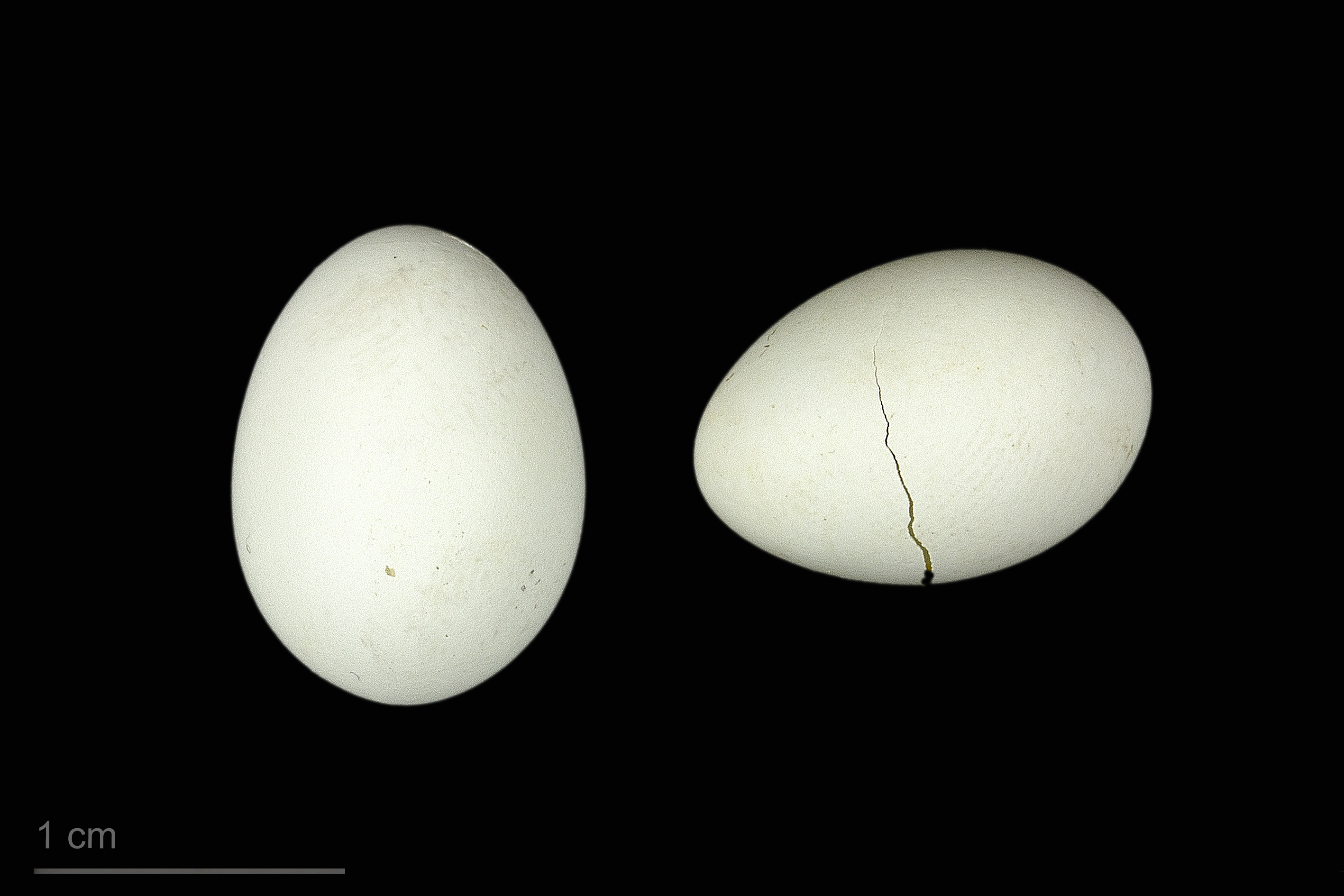
Яйце Taeniopygia guttata castanotis — Тулузький музей